# تريزا بوروز
تريزا بوروز (بالإنجليزية: Theresa Burroughs)‏ هي ناشِطة أمريكية، ولدت في 1929، وتوفيت في 22 مايو 2019.